# Ермаки (Ульяновская область)
Ермаки— деревня в Карсунском районе Ульяновской области, входит в состав Сосновского сельского поселения.

## География
Находится на расстоянии примерно 24 километра по прямой на юго-запад от районного центра поселка Карсун.

## Название
Ермаки - деревня Сосновского сельсовета Карсунского района. В одной из Симбирских грамот 1665 года упоминается казак Ермачка Сергеев. На этой основе можно связывать топоним с личным именем, хотя не исключается полностью и связь его с татарским нарицательным "ермак" — "небольшая речка, приток реки, ручеек; канава, прорытая водой".

## История
Основана после 1647 года, когда началось строительство Карсунской засечной черты. Упоминается в 1859 году как удельная деревня. Жители занимались сельским хозяйством и содержали императорскую семью. Деревня относилась к приходу церкви архангела Михаила села Сосновка и входила в состав Сосновской волости Карсунского уезда. До 1917 г. была приходской деревней села Сосновка. По реформе 1861 года крестьяне стали свободными и выкупили значительную часть земли у удельного ведомства. Средний земельный надел на двор составлял примерно 14 десятин – значительно больше, чем у бывших помещичьих крестьян окрестных сёл и деревень. При этом за удельным ведомством осталась водяная мельница «Ермаковская», которая действовала на речке Карсунка. В 1911 году из 141 домохозяйства в одном использовался наёмный труд, а 14 были безземельными, 22 хозяйства сдавали землю в аренду и 95 арендовали её. 43 хозяйства не имели лошади, 42 хозяйства – коровы, в 30 не было ни лошади, ни коровы. Только в 1 хозяйстве пашня удобрялась навозом, в 39 отсутствовал земледельческий инвентарь. Использовалась соха, на всю деревню приходилось 4 плуга. Выращивали в основном овёс, гречиху, картофель и рожь, в меньшей степени горох. Разводили овец и коз, немного свиней. В 104 семьях были «промышленники», которые дополнительно подрабатывали, в основном в сельском хозяйстве. При этом многие крестьяне занимались изготовлением рогож. Местные дети с 1865 г. учились в земской школе села Сосновка. 
Церковно-приходская школа открылась в 1892 году, её разместили в доме С. Я. Платова за 25 рублей в год. Содержалась на средства крестьянской общины, а заведовал ей священник сосновской Михайловской церкви Н. Благоразумов. Попечителем школы был земский начальник А. Н. фон Вик. В 1899 г. для школы построено специальное деревянное здание. Через два года здесь стала работать учительница Е. В. Никольская. По инициативе земского начальника А. Н. фон Вика в селе в 1895 г. была открыта народная бесплатная библиотека-читальня, одно из отделений этой библиотеки находилось в деревне Ермаки. 
Перед Первой мировой войной в Ермаках действовали церковно-приходская школа, водяная мельница «Ермаковская» (на реке Карсунка), принадлежавшая И. Биккузину. Многие крестьяне занимались изготовлением рогож. 
После революции 1917 года в Ермаках был избран сельский совет крестьянских депутатов. В 1918 году в деревне был создан сельсовет, который вошёл в состав Коржевской волости.
Во время Великой Отечественной войны 60 жителей Ермаков погибли или пропали без вести, имена 59 сельчан включены в областную «Книгу Памяти». 

## Население
В 1859 году в Ермаках насчитывалось 530 жителей и 50 дворов, в 1913 – 852 жителя и 138 дворов, в 1926 проживало 929 человек, в 1970 - 407, в 1996 - 156, в 2013 - 46 человек, преимущественно русские. В 2002 году население составляло 100 человек (русские 99%), 48 по переписи 2010 года.

## Инфраструктура
Турбаза «Ермаки»
На 1996 г. в деревне действовало отделение сельскохозяйственного производственного кооператива имени В. И. Чапаева, центральная усадьба СПК располагалась в деревне Кошелевка. В настоящее время - отделение СПК им. Чапаева.
В 1969 г. в деревне был установлен обелиск в память погибших и пропавших без вести во время Великой Отечественной войны.